# 浅井ひとみ
浅井 ひとみ（あさい ひとみ、1975年7月31日）は、日本の女優。オフィス天童所属。東京都出身。桐朋学園短期大学演劇科卒。

## 来歴・人物
1997年、劇団青年座養成所卒業。俳優活動を開始。明治座などの大劇場に出演すると共に、下町かぶき組などの小劇場時代劇に出演するなど、特技の日本舞踊（名取 西川瑞弥）、和太鼓（女流和太鼓卑弥鼓）、殺陣、バレエを活かして舞台を中心に幅広い活動をしている。

## 出演

### 舞台
- 新宿コマ劇場 左とん平・加藤茶特別公演「ミュージックコメディー 泣き笑いの天使達」
- 明治座「天璋院篤姫」(中臈)
- 明治座「女は遊べ物語」(侍女あやめ)
- 三越劇場 竜小太郎公演「瞼の母」(女中おふみ)
- 中日劇場 舟木一夫特別公演「浮浪雲」(下女お梅)
- 中日劇場 コロッケ特別公演「しあわせ地蔵」(草餅売おみの)
- 中日劇場 コロッケ特別公演「大当り! 夫婦茶碗」
- 中日劇場 コロッケ特別公演「しあわせ地蔵 一太郎の子守歌」(芸人お冬)
- 中日劇場 コロッケ特別公演「太閤記外伝 花のこみち」(旅芸人 緑)
- 中日劇場 細川たかし 大月みやこ特別公演「一本刀土俵入」(子守っ子)
- 中日劇場 コロッケ特別公演「しあわせ地蔵」(東西屋踊り手 一重)
- 新歌舞伎座「川中美幸特別公演」
- 浅草大勝館 竜小太郎公演「緋牡丹博徒」(淫売宿女将)
- シアター1010  竜小太郎公演「柴又慕情」(おいろ)
- 浅草六区ゆめまち劇場 竜小太郎公演
- その他「小野由紀子主演公演」「坂上二郎特別公演」
- 「嘉島典俊全国横断公演」
- 「座・時代劇」「三文オペラ」
- 「下町かぶき組公演」「大衆演劇祭」
- 女流和太鼓卑弥鼓　文化庁国際交流海外演奏公演 ケニア(国交50周年)、エチオピア、ジブチ、ケニアなど各国
- 感動するRO-DO-KU LIVE 生きるよろこび (2018年) -「幸せのレシピ」三浦浩子 朗読 佐藤輝構成演出 神楽坂TheGLEE

### 映画
- 「夜叉の舞台」

### Vシネ
- 「美悪の華」